# 1. september
1. september er dag 244 i året i den gregorianske kalender (dag 245 i skudår). Der er 121 dage tilbage af året.
Ægidius dag. Ægidius er født i Grækenland, men slår sig ned som eremit i Provence. Han lever af mælken fra en hind, der kommer og besøger ham. Han bygger klosteret Saint-Gilles ved sin hule i skoven og lever der som abbed til sin død i 720. Han regnes for en af nødhjælperne og er berømt for at kunne hjælpe lamme, kræftsyge samt ammende mødre.

### Begivenheder
Født - Dødsfald
- 1145 - Domkirken i Lund indvies af Danmarks ærkebiskop Eskil. Kirken er påbegyndt under forgængeren ærkebiskop Asser.
- 1448 - Christian 1. tiltræder som dansk konge som den første konge af den oldenborgske slægt.
- 1524 - Malmørecessen
- 1715 - Ludvig 14. af Frankrig ("Solkongen") dør efter 72 år på tronen, og han er dermed den længst regerende monark i europæisk historie.
- 1870 - I den fransk-preussiske krig vinder tyskerne det afgørende slag ved Sedan. Dagen efter abdicerer Napoleon 3.
- 1871 - Danmarks første levedygtige fagforening, cigarmagerforeningen "Enigheden" af 1/9 1871, grundlægges.
- 1904 - Forfatteren Helen Keller, døv og blind fra fødslen, består eksamen på Radcliffe College med hæder.
- 1920 - Frankrig overtager styret i Libanon som mandatområde under Folkeforbundet.
- 1923 - Et jordskælv rammer Japan og dræber 300.000 mennesker i Tokyo og Yokohama.
- 1933 - H.G. Wells udgiver sin science fiction-roman The Shape of the Things to Come.
- 1936 - Århus Retshjælp grundlægges.
- 1939 - Den europæiske del af 2. verdenskrig indledes ved af Nazi-Tyskland og Slovakiet efter påståede provokationer invaderer Polen kl. 5:30 om morgenen.
- 1941 - Tysk politi beordrer alle jøder over 6 år til at bære den gule davidsstjerne, når de færdes offentligt.
- 1944 - Bernard Law Montgomery udnævnes til feltmarskal.
- 1944 - Verdun, Dieppe, Artois, Rouen, Abbeville, Antwerpen og Brüssel befries af de allierede.
- 1963 - Singapore opnår uafhængighed fra Storbritannien.
- 1969 - Oberst Muammar al-Gaddafi vælter kong Idris I's styre i Libyen. Dagen bliver herefter Libyens nationaldag.
- 1972 - Bobby Fischer vinder VM i skak i Reykjavik mod Boris Spasskij i et dramatisk opgør. Det er første gang en amerikaner vinder denne titel. I 1975 gives titlen til Anatolij Karpov, idet Fischer ikke har spillet i den mellemliggende tid.
- 1973 - 35 mennesker omkommer efter pyromanbrand på Hotel Hafnia i København. Først i 1987 tilstår en evnesvag person at være gerningsmanden.
- 1974 - En Lockheed SR-71 Blackbird rekognosceringsfly sætter ny record ved at passere Atlanten på mindre end 2 timer.
- 1983 - Et sovjetisk Su-15 jagerfly nedskyder i internationalt luftrum et koreansk passagerfly, der har overfløjet sovjetisk luftrum; alle 269 ombordværende omkommer.
- 1985 - Vraget af Titanic lokaliseres af Robert Ballard 73 år efter dets forlis.
- 1990 - 16 danske kvinder og børn, som har været holdt gidsler i Irak, får rejsetilladelse.
- 1992 - Efter en kostbar og omfattende ombygning genåbner Idrætsparken i København under navnet Parken.
- 2004 - Skole nr. 1 i Beslan i den russiske republik Nordossetien besættes af terrorister, der holder hundredvis af børn og voksne som gidsler. Aktionen slutter i et blodbad to dage senere, da myndighederne stormede skolen.
- 2007 - De analoge tv-transmissioner ophører kl. 04:00 i Finland, idet der gås over til digitale tv-transmissioner gældende for alle tv-selskaber.

### Født
- 1818 - Johan Thomas Lundbye, dansk kunstmaler (død 1848).
- 1864 - Roger David Casement, engelsk diplomat og irsk revolutionær (død 1916).
- 1875 - Edgar Rice Burroughs, amerikansk forfatter (Tarzan) (død 1950).
- 1894 - A.H. Vedel, dansk viceadmiral (død 1981).
- 1906 - Aksel Schiøtz, dansk tenor (død 1975).
- 1920 - Buster Larsen, dansk skuespiller (død 1993).
- 1921 - Simon Spies, dansk rejsekonge (født 1981).
- 1923 - Rocky Marciano, amerikansk sværvægtsbokser (død 1969).
- 1937 - Henrik Stangerup, dansk forfatter (død 1998).
- 1938 - Per Kirkeby, dansk billedkunstner.
- 1946 - Barry Gibb, engelsk-australsk sanger og guitarist (Bee Gees).
- 1948 - Birthe Kjær, dansk sangerinde.
- 1957 - Gloria Estefan, cubanskfødt popsanger.
- 1957 - Christian Mosbæk, dansk skuespiller.
- 1961 - Niels Erichsen, dansk jazzmusiker.
- 1962 - Ruud Gullit, hollandsk fodboldtræner.
- 1968 - Lotte Svendsen, dansk filminstruktør.
- 1976 - Marc Nygaard, dansk fodboldspiller.
- 1978 - Maja Lucas, dansk forfatter.
- 1981 - Michael Maze, dansk bordtennisspiller.
- 1989 - Bill Kaulitz, tysk sanger (Tokio Hotel).
- 1989 - Tom Kaulitz, tysk guitarist (Tokio Hotel).
- 1993 - Silje Norendal, norsk snowboarder.

### Dødsfald
- 1715 - Ludvig 14. af Frankrig, fransk konge ("Solkongen") (født 1638).
- 1925 - Herman Trier, dansk politiker, pædagog og filosof (født 1845).
- 1948 - Per Knutzon, dansk sceneinstruktør og skuespiller (født 1897).
- 1960 - Knud Heglund, dansk skuespiller (født 1894).
- 1981 - Albert Speer, tysk nazist (født 1905).
- 1996 - Vagn Holmboe, dansk komponist (født 1909).
- 2009 - Francis Rogallo, amerikansk aeronautisk ingeniør (født 1912).
- 2012 - Hal David, amerikansk sangskriver (født 1921).
- 2013 - Ole Ernst, dansk skuespiller (født 1940).

|  | Denne datoartikel kan blive bedre, hvis der indsættes et (bedre) billede Du kan hjælpe ved at afsøge Wikimedia Commons for et passende billede eller uploade et godt billede til Wikimedia Commons iht. de tilladte licenser og indsætte det i artiklen. |